# Simone Mottini
Simone Mottini (* 23. März 1970 in Livigno) ist ein ehemaliger italienischer Freestyle-Skier. Er startete in der Buckelpisten-Disziplin Moguls.

## Werdegang
Mottini, der für den Freestyle Club Livigno startete, trat im Dezember 1989 in Tignes erstmals im Freestyle-Skiing-Weltcup an, wobei er den 47. Platz im Moguls errang und nahm bis 1994 an 33 Weltcups teil. Sein bestes Ergebnis dabei erreichte er im Dezember 1992 mit dem 21. Platz in Piancavallo. Bei den Weltmeisterschaften 1991 in Lake Placid kam er auf den 20. Platz und bei den Weltmeisterschaften 1993 in Altenmarkt-Zauchensee auf den 49. Rang im Moguls. Zudem belegte er bei den Olympischen Winterspielen 1992 in Albertville den 24. Platz und bei den Olympischen Winterspielen 1994 in Lillehammer den 22. Rang im Moguls.

## Erfolge

### Olympische Spiele
- 1992 Albertville: 24. Platz Moguls
- 1994 Lillehammer: 22. Platz Moguls

### Weltmeisterschaften
- 1991 Lake Placid: 20. Platz Moguls
- 1993 Altenmarkt: 49. Platz Moguls

### Weltcup-Gesamtplatzierungen
Mottini nahm an 33 Weltcups teil.
| Saison  | Gesamt | Gesamt | Moguls | Moguls |
| Saison  | Punkte | Platz  | Punkte | Platz  |
| ------- | ------ | ------ | ------ | ------ |
| 1991/92 | 1      | 123.   | 5      | 52.    |
| 1992/93 | 3      | 122.   | 28     | 49.    |
| 1993/94 | 1      | 127.   | 8      | 59.    |